# 周布駅
周布駅（すふえき）は、島根県浜田市治和町にある、西日本旅客鉄道（JR西日本）山陰本線の駅である。

## 歴史
- 1922年（大正11年）
  - 3月10日：鉄道省山陰本線浜田駅 - 当駅間延伸時に終着駅として開設[1]。客貨取扱開始[1]。
  - 9月1日：山陰本線当駅 - 三保三隅駅間延伸、途中駅となる。
- 1947年（昭和22年）12月1日 - 昭和天皇の戦後巡幸。周布駅発、東萩駅行のお召し列車が運行[2]。
- 1974年（昭和49年）10月1日：貨物取扱廃止[1]。
- 1984年（昭和59年）2月1日：荷物扱い廃止[1]。
- 1985年（昭和60年）3月14日：無人駅化[3]。
- 1987年（昭和62年）4月1日：国鉄分割民営化に伴い、JR西日本の駅となる[1]。同時に有人駅化[4]
- 1990年（平成2年）3月10日：再度無人駅化[4][5]。

## 駅構造

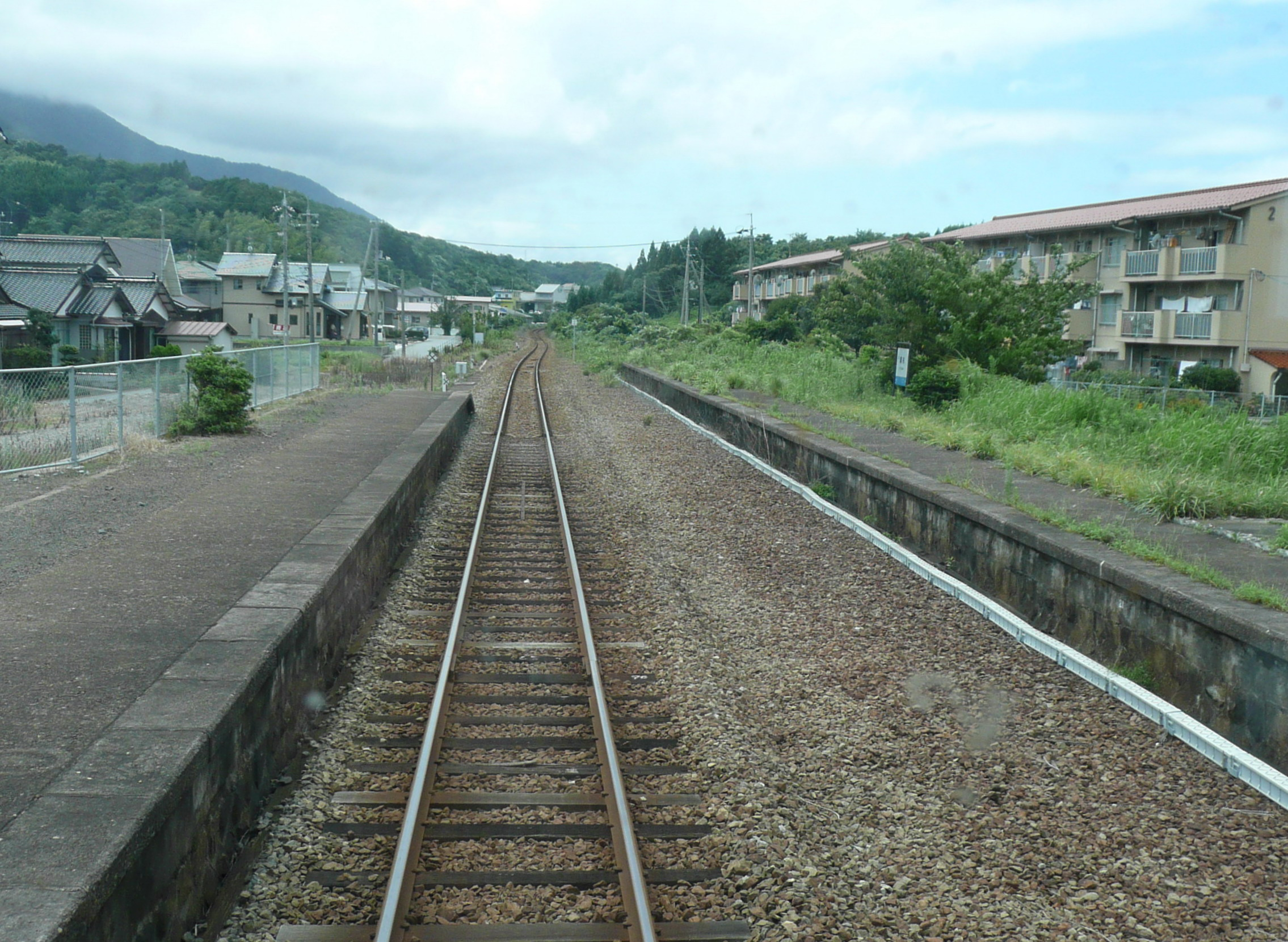
ホーム（2009年7月）

益田方面に向かって左側に単式ホーム1面1線を有する地上駅（停留所）。木造駅舎を備える。
浜田鉄道部管理の無人駅。以前は駅舎内に乗車駅証明書発行機が設置されていた。2001年（平成13年）3月までは相対式ホームであったため、北側にホーム遺構が残る。以前駅事務室があった場所は社会福祉法人事務所として使用されている。

## 利用状況
2022年度の1日平均乗車人員は61人である。2004年度は95人、1994年度は163人、1984年度は247人であった。
近年の1日平均乗車人員の推移は以下の通り。
| 乗車人員推移 | 乗車人員推移 |
| 年度         | 1日平均人数  |
| ------------ | ------------ |
| 1999         | 116          |
| 2000         | 125          |
| 2001         | 110          |
| 2002         | 100          |
| 2003         | 96           |
| 2004         | 95           |
| 2005         | 95           |
| 2006         | 87           |
| 2007         | 84           |
| 2008         | 93           |
| 2009         | 87           |
| 2010         | 66           |
| 2011         | 60           |
| 2012         | 77           |
| 2013         | 84           |
| 2014         | 89           |
| 2015         | 82           |
| 2016         | 77           |
| 2017         | 82           |
| 2018         | 89           |
| 2019         | 91           |
| 2020         | 68           |
| 2021         | 66           |
| 2022         | 61           |

## 駅周辺
- 周布郵便局
- 周布古墳
- 津摩漁港
- 専称寺
- 治和神社
- 石見交通浜田営業所
- 国道9号
- 島根県道210号周布停車場線
- スーパーセンタートライアル浜田店

## 隣の駅
西日本旅客鉄道（JR西日本）
 山陰本線
西浜田駅 - 周布駅 - 折居駅

#### 統計資料
1. ↑  “島根県統計書”. しまね統計情報データベース.   島根県政策企画局. 2025年2月3日閲覧。